# Bolotnojei járás

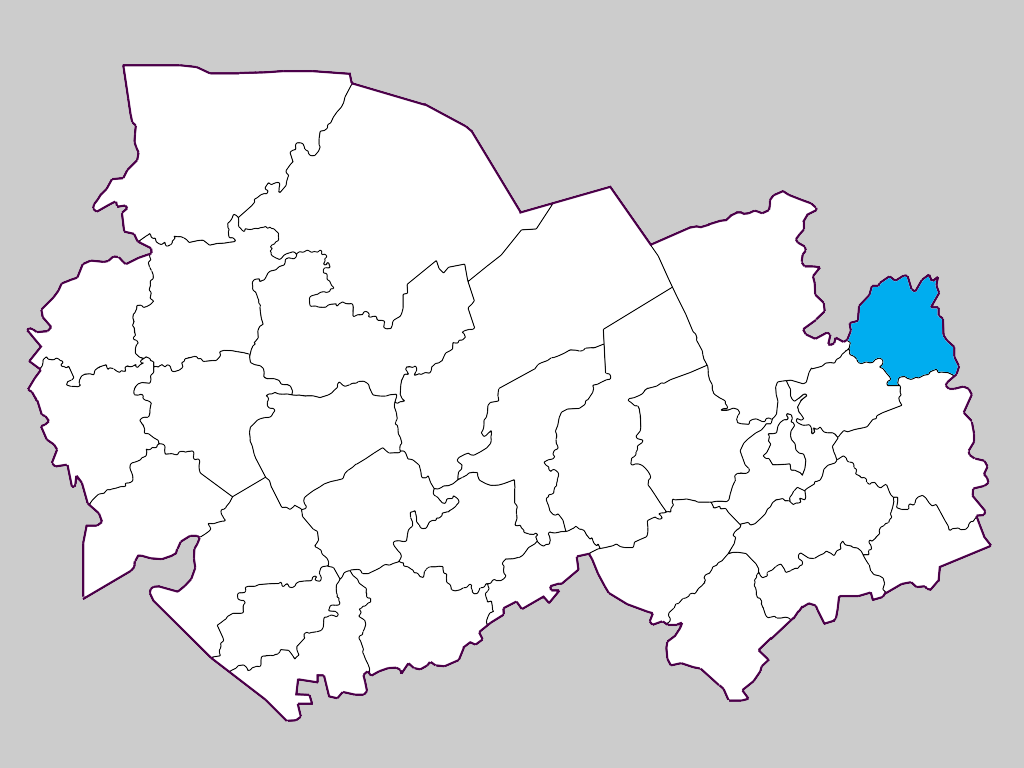
A Bootnojei járás a Novoszibirszki területen

A Bolotnojei járás (oroszul Болотнинский район) Oroszország egyik járása a Novoszibirszki területen. Székhelye Bolotnoje.

## Népesség
- 1989-ben 36 236 lakosa volt.
- 2002-ben 32 348 lakosa volt, melynek 95%-a orosz, 1,9%-a német, 0,8%-a ukrán, 0,5%-a fehérorosz, 0,2%-a tatár.
- 2010-ben 29 365 lakosa volt, melyből 27 962 orosz (95,8%), 360 német (1,2%), 121 ukrán (0,4%), 119 örmény (0,4%), 96 azeri (0,3%), 73 cigány (0,3%), 60 fehérorosz (0,2%), 52 mari (0,2%), 50 ezid (0,2%), 50 tatár (0,2%), 38 üzbég, 36 tadzsik, 28 koreai, 18 csuvas, 18 észt, 18 kurd, 13 grúz, 13 moldáv, 11 kazah stb.